# Іріс Фелькнер
Іріс Фелькнер (нім. Iris Völkner, 16 жовтня 1960) — німецька академічна веслувальниця.
Бронзова призерка Олімпійських Ігор 1984 року в складі розпашної двійки без стернової.